# Cosapa
Cosapa ist eine Ortschaft im Departamento Oruro im Hochland des südamerikanischen Anden-Staates Bolivien.

## Lage im Nahraum
Cosapa ist zentraler Ort des Kanton Cosapa, einem von drei Kantonen im Municipio Turco in der Provinz Sajama. Cosapa liegt am Westrand des Departamentos Oruro auf einer Höhe von 3913 m vierzig Kilometer von der chilenischen Grenze entfernt, am rechten Ufer des Río Cosapa. Zwanzig Kilometer nordwestlich von Cosapa liegt der Sajama, mit 6542 m der höchste Berg Boliviens.

## Geographie
Cosapa liegt auf dem bolivianischen Altiplano an den östlichen Hängen der Anden-Gebirgskette der Cordillera Occidental. Die Region weist ein typisches Tageszeitenklima auf, bei dem die mittlere Schwankung der Tagestemperaturen stärker ausfällt als die mittleren jahreszeitlichen Schwankungen.
Die mittlere Durchschnittstemperatur der Region liegt bei etwa 5 °C, der Jahresniederschlag beträgt nur etwa 200 mm (siehe Klimadiagramm Tambo Quemado). Die Monatsdurchschnittstemperaturen schwanken nur unwesentlich zwischen 1 °C im Juni/Juli und gut 6 °C von November bis März. Die Monatsniederschläge liegen unter 10 mm von April bis Oktober und erreichen ihr Maximum in den Monaten Dezember bis März.

## Verkehrsnetz
Cosapa liegt in einer Entfernung von 231 Straßenkilometern westlich von Oruro, der Hauptstadt des Departamentos.
An der Grenze zu Chile, 38 Kilometer westlich von Cosapa, liegt der Grenzort Tambo Quemado. Von dort aus führt die 1657 Kilometer lange Nationalstraße Ruta 4 in östlicher Richtung. Nach 29 km zweigt die Ruta 27 nach Süden ab, erreicht nach neun Kilometern Cosapa und führt weiter nach Turco und Ancaravi. Von Ancaravi aus ist die Stadt Oruro über die Ruta 12 erreichbar.

## Bevölkerung
Die Einwohnerzahl der Ortschaft hat sich in den vergangenen beiden Jahrzehnten nicht wesentlich verändert:
| Jahr | Einwohner | Quelle       |
| ---- | --------- | ------------ |
| 1992 | 274       | Volkszählung |
| 2001 | 381       | Volkszählung |
| 2012 | 264       | Volkszählung |
| 2024 |           | Volkszählung |

Die Region weist einen hohen Anteil an Aymara-Bevölkerung auf, in der Provinz Sajama sprechen 90,4 Prozent der Bevölkerung die Aymara-Sprache.